# Acraea cerasa
Acraea cerasa är en fjärilsart som beskrevs av William Chapman Hewitson 1861. Acraea cerasa ingår i släktet Acraea och familjen praktfjärilar. Inga underarter finns listade i Catalogue of Life.

## Bildgalleri

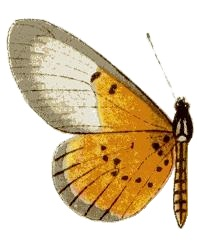
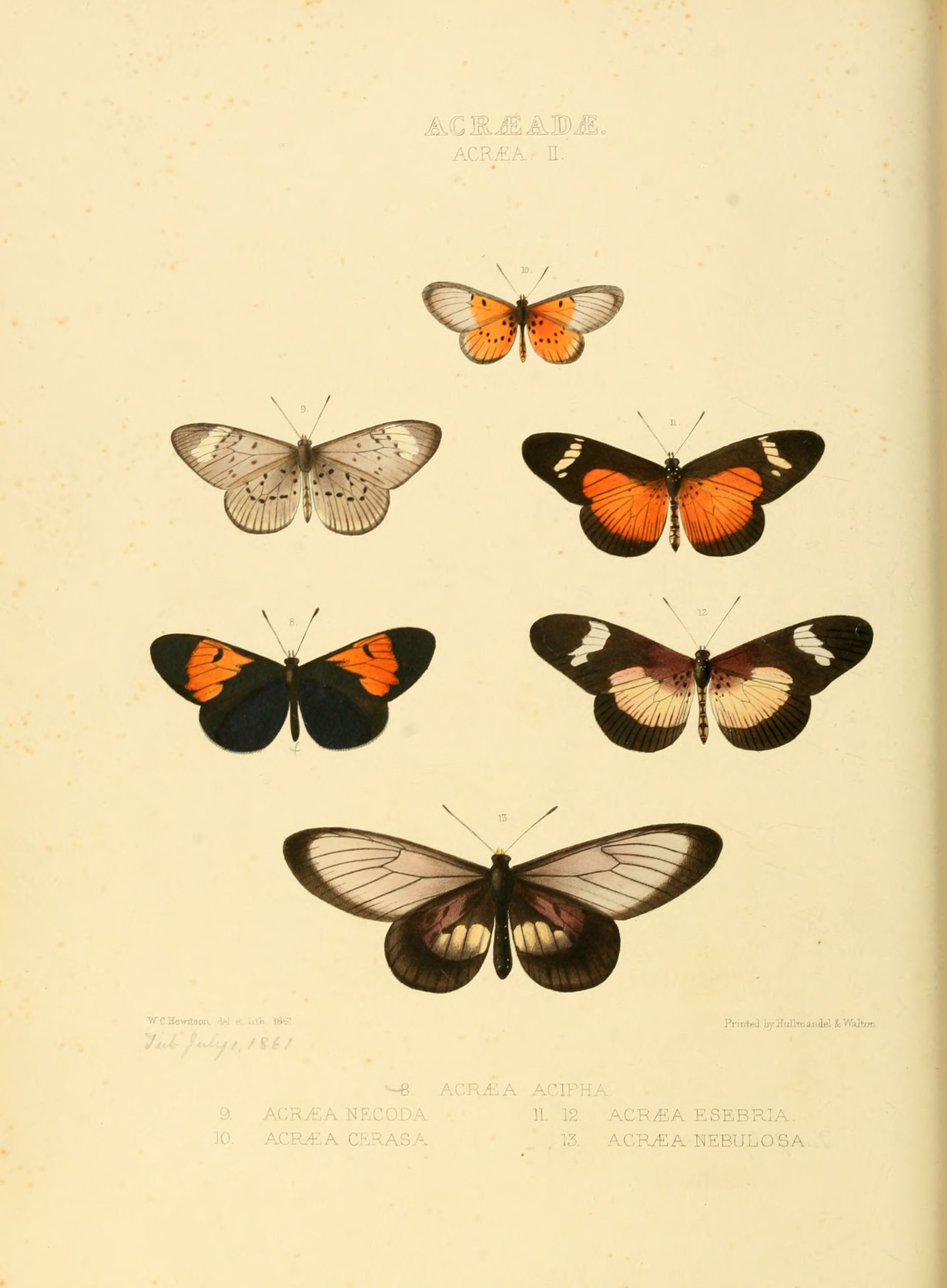